# 胡庫馬里尼山
16°42′40″S 67°39′13″W / 16.71111°S 67.65361°W
胡庫馬里尼山（Jukumarini），是玻利維亞的山峰，位於該國西部拉巴斯省的佩德羅多明戈穆里略省，處於伊宜馬尼峰東南面，屬於安第斯山脈的一部分，海拔高度4,272米。